# Лайхтвайс, Курт
Курт Лайхтвайс (Лейхтвейс) (нем. Kurt Leichtweiß; 2 марта 1927, Филлинген-Швеннинген — 23 июня 2013) — немецкий математик, специалист по дифференциальной и выпуклой геометрии.

## Биография
В 1945 году окончил гимназию Фюрстенберга в Донауэшингене.
Изучал математику и физику во Фрайбургском университете и в Швейцарской высшей технической школе Цюриха.
В 1951 году защитил диссертацию во Фрайбурге под руководством Вильгельма Зюсса.
В 1955 году защитил докторскую диссертацию во Фрайбурге.
В 1957/58 годах работал научным сотрудником в Сорбонне.
Затем был приват-доцентом во Фрайбурге, а с 1963 года — профессор Берлинского технического университета.
С 1970 года до выхода на пенсию в 1995 году был профессором Высшей технической школы Штутгарта, где некоторое время возглавлял Институт математики и был деканом.
После выхода на пенсию продолжал заниматься научной деятельностью.
С 1966 по 1982 год он организовывал конференции по геометрии в институте математики в Обервольфахе вместе с Карлом-Генрихом Вайзе, Петером Домбровски и Конрадом Фоссом.

## Признание
- В 1962 году был приглашённым докладчиком на Международном конгрессе математиков в Стокгольме.
- В 1995 году он был награжден медалью Бляшке.

## Труды
- Был соредактором Собрания сочинений Вильгельма Бляшке.
- совместно с Вильгельмом Бляшке 5-е издание Elementare Differentialgeometrie Springer, 1973.
- Affine geometry of convex bodies. Wiley/VCH 1998.
- Konvexe Mengen (= Hochschulbücher für Mathematik. Bd. 81). Deutscher Verlag der Wissenschaften, Berlin 1980.
  - Перевод: Лейхтвейс, Курт. Выпуклые множества / Пер. с нем. В. А. Залгаллера и Т. В. Хачатуровой; под ред. В. А. Залгаллера. — М.: Наука, 1985. — 335 с.
- Analytische Geometrie: eine Einführung. Teubner 1972.